# Карнеги, Эндрю
Э́ндрю Карне́ги (англ. Andrew Carnegie, МФА: [ˈændru kɑːrˈneɪɡi]; 25 ноября 1835[…], Данфермлин, Файф — 11 августа 1919[…], Ленокс, Массачусетс) — американский предприниматель, крупный сталепромышленник, мультимиллионер и филантроп.
Карнеги родился в Данфермлине, Шотландия, а впоследствии перебрался в Соединённые Штаты вместе с родителями. Его первой работой в США стала работа «смотрителем бобин» на ткацкой фабрике. Чуть позже он стал регистратором проектов на этой же фабрике. Затем Карнеги работал рассыльным, после чего перешёл на более высокооплачиваемую работу в телеграфной компании. Позже основал собственную компанию Carnegie Steel Company в Питтсбурге. В 1901 году Карнеги продал эту компанию Джону Пирпонту Моргану — она вошла в состав U.S. Steel. В результате этой сделки Карнеги получил 300 миллионов долларов США, на несколько лет став самым богатым человеком в мире.
Карнеги потратил последние годы жизни и большую часть своего состояния на благотворительность — различные проекты в области культуры, образования и международных отношений, в первую очередь публичные библиотеки. Так, Карнеги профинансировал строительство Карнеги-холла в Нью-Йорке и Дворца Мира в Гааге; он основал Корпорацию Карнеги в Нью-Йорке, Фонд Карнеги за международный мир, Институт Карнеги, Траст Карнеги для университетов Шотландии, Университет Карнеги-Меллона и Музеи Карнеги в Питтсбурге. В честь Карнеги назван астероид (671) Карнегия, открытый в 1908 году австрийским астрономом Иоганном Пализой.

## Ранние годы

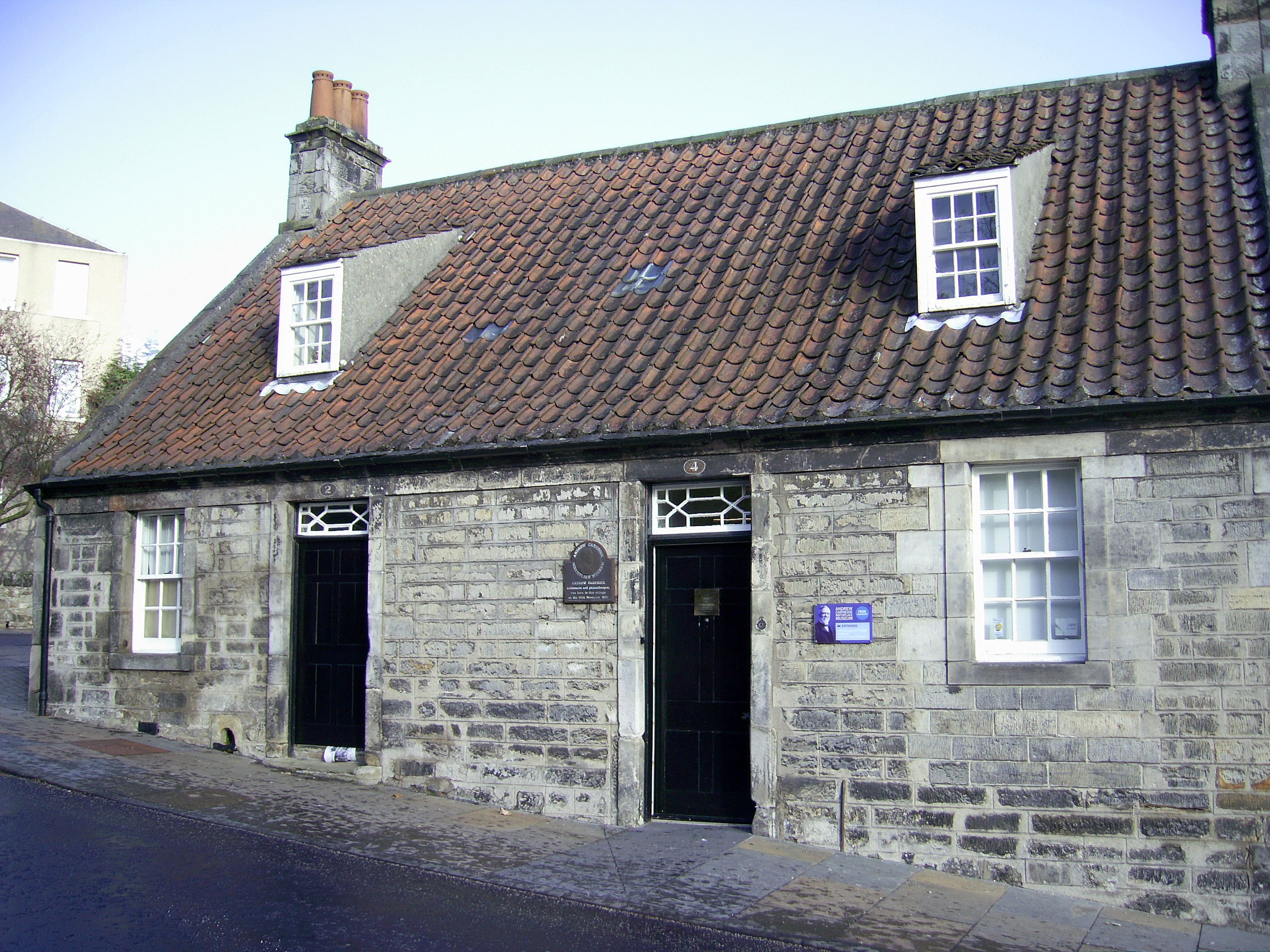
Дом в Данфермлине, где родился Эндрю Карнеги

Эндрю Карнеги родился в Данфермлине, Шотландия, в семье ткачей, в коттедже, который они делили с другой семьёй. Единственная комната служила гостиной, столовой и спальней одновременно. Он был назван в честь деда по отцовской линии. В 1836 году семья переехала в большой дом на Эдгар-стрит (напротив парка Reid’s).
В надежде на лучшую жизнь в 1848 году Уильям Карнеги решил переселиться с семьёй в Аллегейни, штат Пенсильвания в США. Семье пришлось взять в долг у Джорджа Лаудера для переезда. Миграция Карнеги в Америку станет его вторым путешествием за пределы Данфермлина — первым из них была поездка в Эдинбург, чтобы увидеть королеву Викторию.
Аллегейни быстро рос в 1840-х годах, увеличившись с 10 000 до 21 262 жителей. В городе была развита промышленность и производилось большое количество товаров, включая шерсть и хлопчатобумажную ткань. Марка «Made in Allegheny», используемая на этих и других разнообразных продуктах, становилась все более популярной. Бизнес его отца не был столь удачным. В конце концов, отец и сын получили предложения о работе на шотландской хлопковой фабрике, Anchor Cotton Mills. Эндрю устроился смотрителем бобин. Его рабочий день составлял 12 часов, а зарплата — 1,2 доллара в неделю (35 долларов с учётом инфляции в 2018 году). Работал он шесть дней в неделю. Мать Эндрю, Маргарет Моррисон Карнеги, зарабатывала деньги помогая своему брату (сапожнику), и продавая мясо в горшках в её «магазине сладостей». Вскоре после этого его отец покинул пост на хлопчатобумажной фабрике, вернувшись к ткацкому станку и опять лишив семью заработка. Но Эндрю привлёк внимание Джона Хэя, шотландского производителя катушек, который предложил ему работу за 2 доллара в неделю (58 долларов с учётом инфляции к 2018 году). В своей автобиографии Карнеги говорит о своих прошлых трудностях, которые ему пришлось пережить с этой новой работой:
Вскоре после этого мистеру Джону Хэю, шотландскому производителю катушек в Аллегейни, понадобился мальчик, и он спросил, не хочу ли я поступить к нему на службу. Я ходил и получал два доллара в неделю, но поначалу работа была ещё более утомительной, чем на фабрике. Мне пришлось запускать небольшую паровую машину и разжигать котёл в подвале катушечной фабрики. Это было слишком для меня. Ночь за ночью я ловил себя на том, что сижу в постели и проверяю манометры, опасаясь то того, что пар слишком низкий и что рабочие наверху будут жаловаться, или что у них недостаточно энергии, от того, что пар слишком высокий и что котёл может взорваться.

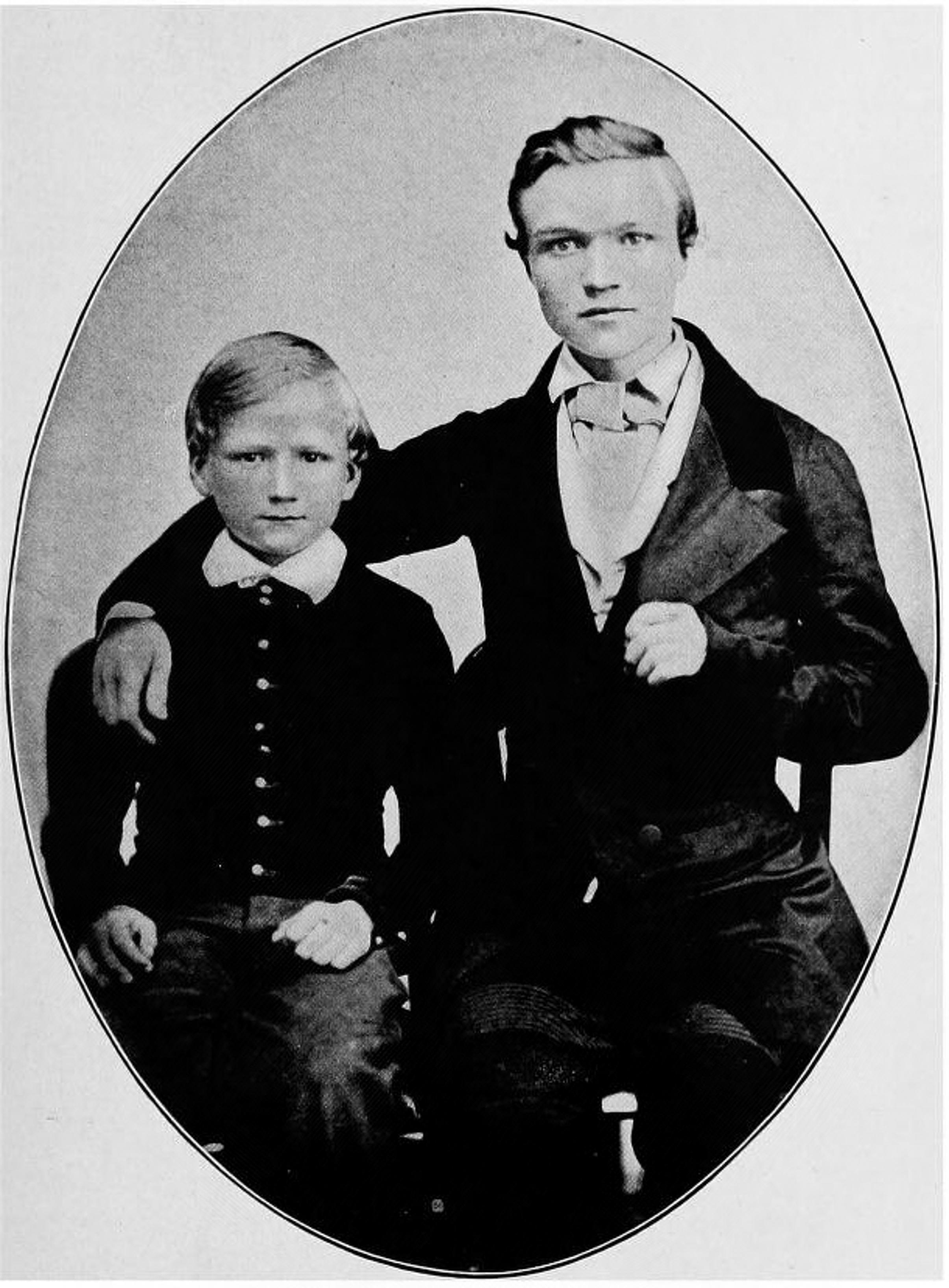
Эндрю в возрасте 16 лет со своим братом Томасом

В 1850 году Карнеги становится рассыльным в питтсбургском телеграфном офисе и зарабатывает 2,5 доллара в неделю. Его работа даёт ему много преимуществ, в том числе бесплатные билеты в местный театр. Своим рвением в работе он обратил на себя внимание начальства и вскоре был назначен оператором.
Начиная с 1853 года, он работает как оператор связи за 4 доллара в неделю. В возрасте 18 лет он быстро продвигается по служебной лестнице и вскоре становится начальником телеграфного отдела в Питтсбурге. Его заинтересованность в железнодорожном бизнесе сыграет важную роль в его последующем успехе. Железные дороги были первым большим бизнесом в Америке, а Пенсильванская компания была одной из самых больших. Карнеги многое узнает о железнодорожном бизнесе от Томаса А.Скотта. Скотт также помог ему с его первыми инвестициями. Многие из них были частью коррупции, которой занимался Скотт и президент Пенсильванской компании Дж. Эдгар Томсон. В 1855 году Карнеги вложил 500 долларов в Adams Express. Несколько лет спустя он получил акции железнодорожной компании Вудраффа. Карнеги постепенно накапливал капитал, который впоследствии стал основой для его дальнейших успехов.

### 1860—1865: Гражданская война
До гражданской войны Карнеги организовал слияние компании Вудрафф, и то, что Джордж Пулльман изобрёл спальный вагон, ещё больше способствовало успехам Карнеги и Вудраффа. Молодой Карнеги продолжал работать в Пенсильвании. Весной 1861 года Карнеги был назначен Скоттом, который был в то время помощником военного министра, отвечающим за военные перевозки, руководителем военной железной дороги и Союза телеграфных линий на Востоке. Карнеги помог открыть железнодорожные линии в Вашингтоне. Он лично руководил перевозкой войска, потерпевшего поражение при Булл-Ране. Он сыграл значительную роль в победе Севера.
После войны Карнеги покинул железные дороги, чтобы посвятить себя деятельности в металлургической промышленности. Карнеги работал над созданием нескольких типов железа, в конечном итоге сформировал The Keystone Bridge Works и Union Ironworks в Питтсбурге. Хотя он и ушёл из Пенсильванской железнодорожной компании, он оставался тесно связан с её руководством, а именно с Томасом А. Скоттом и Дж. Эдгаром Томсоном. Затем он построил свой первый металлургический завод.

### 1880—1900: Учёный и активист
Карнеги продолжал свою карьеру в бизнесе, а некоторые из его литературных намерений были проведены в жизнь. Он подружился с английским поэтом Мэтью Арнольдом и английским философом Гербертом Спенсером, а также находился в переписке и был знаком с большинством президентов США, государственными деятелями и известными писателями.

Карнеги возвёл просторный бассейн в своём родном городе в Данфермлине в 1879 году. В следующем году Карнеги дал 40 000 долларов на создание там же бесплатной библиотеки. В 1884 году он пожертвовал 50 000 долларов медицинскому колледжу (ныне часть Нью-Йоркского университета Medical Center). 

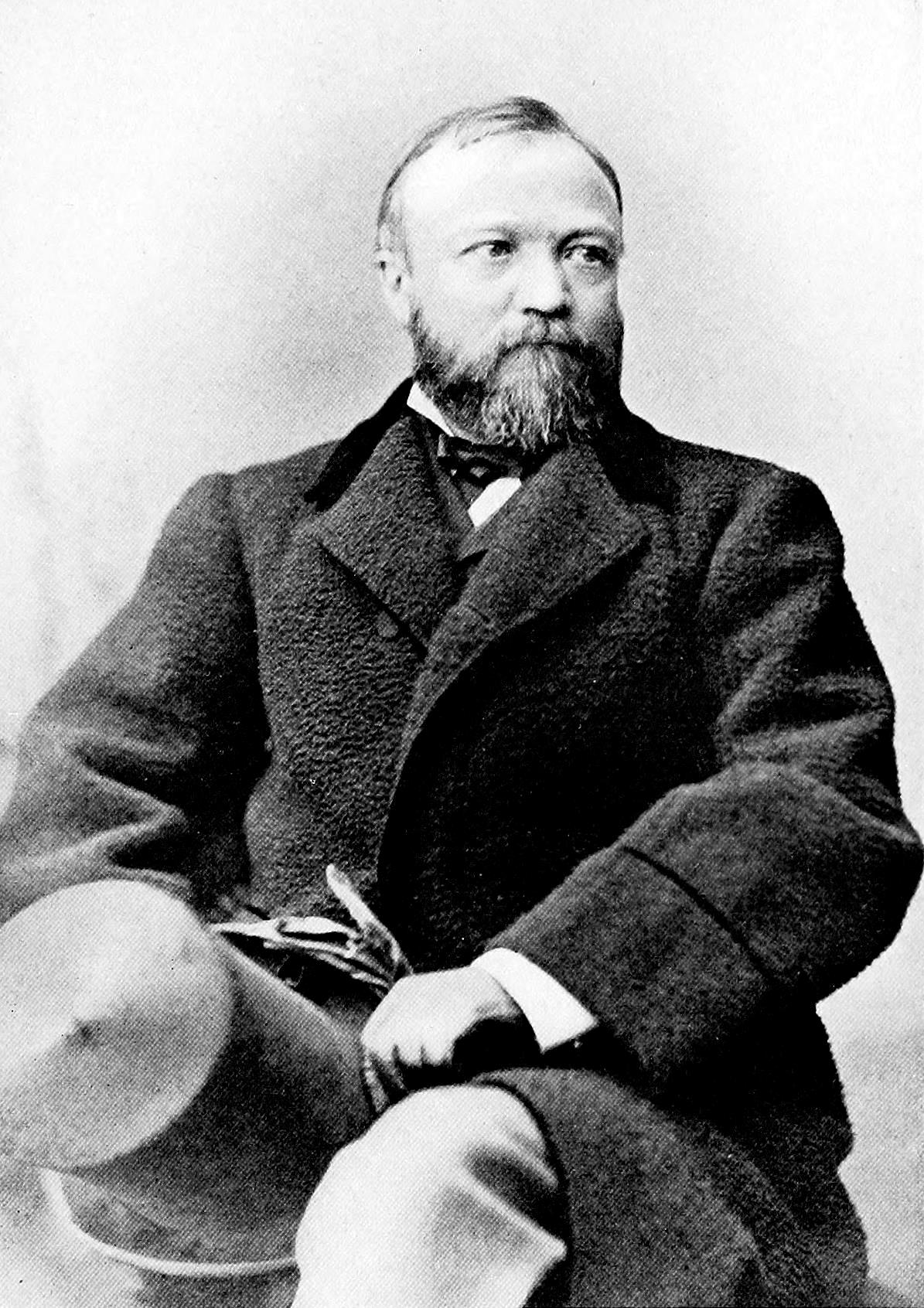
Эндрю Карнеги. Приблизительно 1878 год.

 В 1881 году Карнеги вместе со своей семьёй отправился в поездку по Великобритании. Там его мать заложила основу будущей библиотеки в Шотландии.
В 1886 году младший брат Эндрю Карнеги Томас умер в возрасте 43 лет. Это, однако, не сказалось на успехе бизнеса Эндрю. Затем он пробует себя на писательском поприще. В 1889 году Карнеги опубликовал статью «Wealth» в июньском номере North American Review. Статья стала предметом многочисленных дискуссий. Карнеги утверждал, что жизнь богатого промышленника должна состоять из двух частей. Первая часть — это сбор и накопление богатства. Вторая часть предназначается для последующего распределения этого богатства для благих целей. Благотворительность, по его словам, — ключ к достойной жизни.
В 1898 году Карнеги попытался организовать борьбу за независимость Филиппин. Соединённые Штаты купили Филиппины у Испании за 20 млн долларов США. Чтобы противостоять тому, что воспринималось как империализм со стороны Соединённых Штатов, Карнеги лично предложил 20 млн долларов США Филиппинам, чтобы они могли купить независимость у Соединённых Штатов. Однако из этого ничего не вышло, и последовала филиппино-американская война.
В 1905 году Карнеги лично присутствовал на процессе над мошенницей Кэсси Чэдвик которая выдавала себя за его дочь. Преступница умудрилась получить от разных банков займы на миллионы долларов.
В 1908 году журнал «Боб Тэйлорс Мэгэзин» заказал молодому Наполеону Хиллу серию статей об успешной карьере известных людей, первым из которых стал знаменитый американский промышленник и меценат Эндрю Карнеги. Наполеон Хилл произвёл хорошее впечатление на Карнеги, и тот благословил репортёра на большую работу, которая должна была занять порядка двух десятилетий: предполагалось взять подробнейшие интервью у пятисот наиболее преуспевающих американцев и вывести универсальную формулу успеха, пригодную для людей даже с самыми скромными способностями.
В 1928 году, ровно через двадцать лет после знакового разговора с Карнеги, Хилл опубликовал первую книгу об успехе. А через ещё 9 лет — и его самую известную книгу «Думай и богатей», которая является одной из самых продаваемых книг всех времён (к 1970 году было продано 20 миллионов копий). В связи с неоценимым вкладом Карнеги в написании книги «Думай и богатей» Хилл посвятил ему эту книгу, указав на первой странице «Посвящается Эндрю Карнеги».

## Предприниматель

### 1885—1900: Империя стали
Карнеги сделал своё состояние в сталелитейной промышленности, контролируя самые обширные металлургические операции в США. Одной из его двух великих инноваций было дешёвое и эффективное массовое производство стальных рельсов для железнодорожного транспорта. Вторая заключалась в вертикальной интеграции всех поставщиков сырья. В конце 1880-х «Карнеги Стил Компани» была крупнейшим производителем чугуна и стальных рельсов, чей объём производства составлял около 2000 тонн металла в сутки. В 1888 году Карнеги купил своего конкурента — Хоумстедский металлургический завод.
К 1889 году производство стали в США превысило производство стали в Великобритании, и Карнеги принадлежала большая его часть. Империя Карнеги включала в себя Металлургический завод им. Дж. Эдгара Томсона, Питтсбургский Бессемерский металлургический завод, Lucy Furnaces, Union Iron Mills, Union Mill (Wilson, Walker & County), Keystone Bridge Works, Hartman Steel Works, Frick Coke Company.

### 1900: U.S. Steel
Чарльз Шваб (помощник Эндрю Карнеги) за спиной своего босса договорился с Дж. Морганом о том, чтобы выкупить сталелитейную корпорацию у Карнеги. После того, как сделка была осуществлена, появилась новая корпорация «Юнайтед Стейтс Стил», и Карнеги ушёл на пенсию.
2 марта 1901 года прошли переговоры, на которых присутствовали Чарльз Шваб, Эндрю Карнеги, Джон Пирпонт Морган и другие, и была заключена сделка, что привело к образованию «Юнайтед Стейтс Стил Корпорейшн» (United States Steel Corporation). Карнеги потребовал за свой бизнес 480 млн долларов, что оценивается около 400 млрд долларов в наши дни. После этой сделки он стал самым богатым человеком в мире.

## Уход на пенсию

### 1901—1919: Филантроп

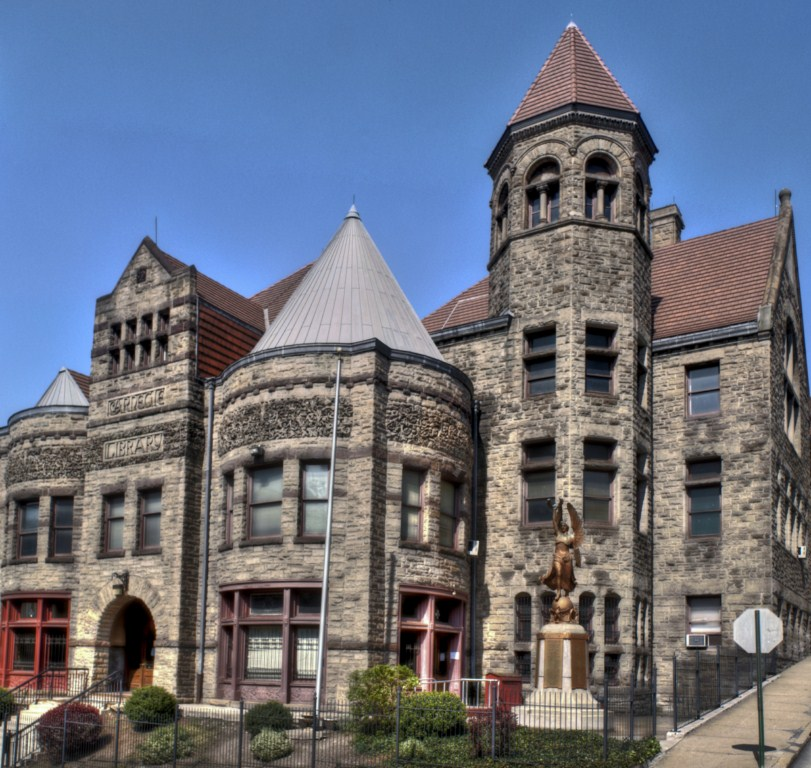
Первая библиотека Карнеги в США (г. Брэддок, штат Пенсильвания)

Карнеги провёл свои последние годы, занимаясь благотворительностью. Он купил замок в Шотландии и жил частично в нём, частично в Нью-Йорке. Он посвятил свою жизнь тому, чтобы капитал служил общественным интересам, а также развитию образования. Он был ярым сторонником движения за реформы правописания в качестве средства содействия распространению английского языка. Среди его многочисленных благотворительных усилий особо заметно создание публичных библиотек Карнеги в Соединённых Штатах и в Великобритании.

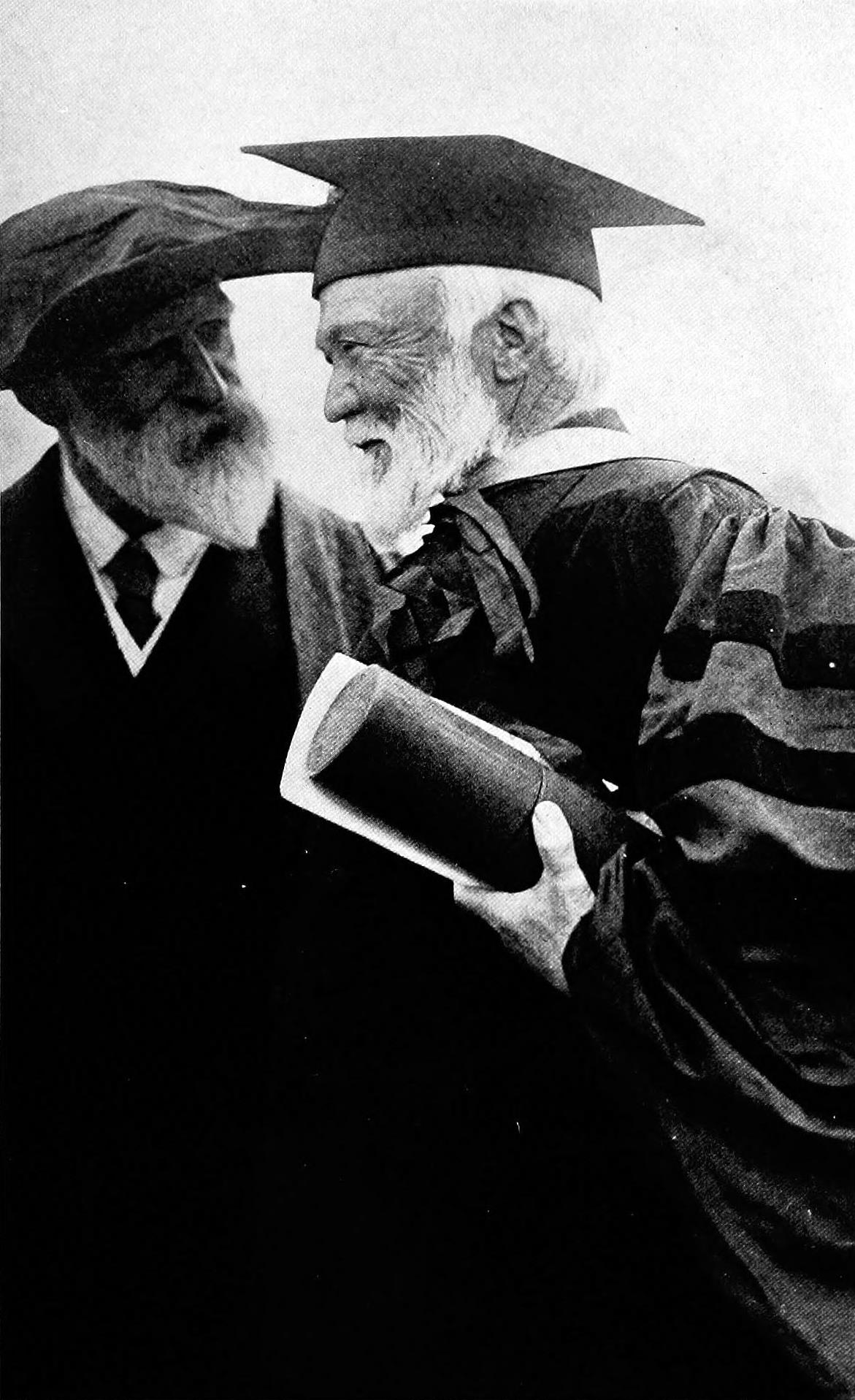
Карнеги с виконтом Джеймсом Брайсом

В общей сложности Карнеги финансировал около 3000 библиотек, расположенных в 47 штатах США, а также в Канаде, Соединённом Королевстве, в Ирландии, Австралии, Новой Зеландии, Вест-Индии и на Фиджи. Он также пожертвовал 50 000 £ для оказания помощи в создании университета в Бирмингеме в 1899 году. Он дал 2 млн долларов в 1901 году, чтобы основать Технологический институт Карнеги в Питтсбурге, и столько же в 1902 году, чтобы основать Институт Карнеги в Вашингтоне.

### Смерть
Карнеги скончался 11 августа 1919 года в Ленноксе, штат Массачусетс, от бронхиальной пневмонии. Он был похоронен на кладбище Сонная Лощина в Сонной Лощине, Нью-Йорк.

## Спорные эпизоды биографии

### 1889: Джонстаунское наводнение
Карнеги был одним из более чем 50 членов Клуба охоты и рыболовства Саут-Форка, по вине которого произошло Джонстаунское наводнение, унёсшее жизнь 2209 человек. Клуб, организованный железнодорожными магнатами Западной Пенсильвании, в 1881 г. выкупил дамбу с прудом-накопителем, первоначально принадлежавшую системе водных каналов, которая разорилась, не выдержав конкуренции с железными дорогами.
Так появилось частное озеро, предназначенное для летнего отдыха членов клуба. Были выстроены гостевые дома и главное здание клуба. Высота дамбы была немного уменьшена, чтобы расширить проходящую по ней дорогу, вдобавок к тому предыдущий владелец перед продажей демонтировал чугунные сбросные устройства и продал их на металл.
31 мая 1889 года после необычайно мощных ливневых дождей дамба 22 метров высотой была размыта, и 20 миллионов кубометров воды затопили находящиеся ниже по долине города Саут-Форк, Вудвейл и Джонстаун.
После наводнения члены клуба оказали существенную помощь в ликвидации последствий. Карнеги построил Джонстауну новую библиотеку, в которой в настоящее время расположен Музей наводнения.
Выжившие жители предприняли попытку через суд обвинить клуб в ненадлежащей модификации дамбы и её содержании и возложить убытки на членов клуба. Но это намерение окончилось неудачей.

### 1892: Гомстедская стачка
Стачка была вторым по величине в истории США трудовым спором с применением оружия.
В 1892 заканчивалось трёхлетнее соглашение между профсоюзом и администрацией. Карнеги в это время уехал в Шотландию, на месте руководил его младший партнёр Генри Фрик. Было принято принципиальное решение о ликвидации профсоюза, созданы товарные запасы, вокруг предприятия начал строиться высокий забор с колючей проволокой. Сам Карнеги в публичных высказываниях декларировал положительную позицию к профсоюзам.
На переговорах профсоюз, учитывая недавнее увеличение прибыли предприятия на 60 %, запросил увеличение зарплаты. Фрик немедленно выдвинул встречное предложение о снижении зарплаты на 22 % для половины рабочих, согласно плану администрации это должно было расколоть профсоюз.
В ходе последующих переговоров окончательным условием администрации стало увеличение зарплаты до 30 % или роспуск профсоюза.
Это предложение профсоюзом не было принято, и в день окончания предыдущего коллективного соглашения, 28 июня, Фрик объявил локаут.
Завод был закрыт, были наняты тысячи штрейкбрехеров и агентство Пинкертона для их охраны. Забастовщики со своей стороны блокировали завод для предотвращения возобновления его работы.
6 июля 300 прибывших по реке на баржах агентов Пинкертона из Нью-Йорка и Чикаго были встречены вооружёнными рабочими. В ходе завязавшейся перестрелки было убито девять забастовщиков и три агента, но агентам пришлось сдаться. Вмешательство губернатора, приславшего в помощь Фрику полицию штата и установившего военное положение, позволило возобновить производство, и осенью стачка закончилась полным поражением профсоюза.

## Наследие и почести
Карнеги получил почётное звание доктора Права (DLL) от Университета Глазго в июне 1901 года. С 1901 по 1910 год он получил звание Свобода города в Глазго, Сент-Андрусе, Перте, Данди и Белфасте. 1 июля 1914 года Карнеги получил почётную докторскую степень в Гронингенском университете в Нидерландах.
- Динозавр диплодок Карнеги (Hatcher) был назван в честь Карнеги после того, как он спонсировал экспедицию, которая обнаружила его останки в формации Моррисона (Юрский период) штата Юта. Карнеги так гордился «Диппи», что сделал слепки с костей и гипсовые копии всего скелета, подаренные нескольким музеям Европы и Южной Америки. Оригинальный ископаемый скелет собран и стоит в зале динозавров в Музее естественной истории Карнеги в Питтсбурге, штат Пенсильвания.
- После Испано-американской войны Карнеги предложил Филиппинам пожертвовать 20 миллионов долларов, чтобы они могли купить свою независимость.
- Города Карнеги в штатах Пенсильвания и Оклахома[29] были названы в его честь.
- Научное название кактуса Сагуаро — Карнегия гигантская — названо в его честь.
- На его имя была учреждена медаль Карнеги за лучшую детскую литературу, изданную в Великобритании.
- В честь него назван факультет спорта и образования Карнеги в Лидском университете Беккета, Великобритания.
- Его именем названы концертные залы в Данфермлине и Нью-Йорке.
- На пике своей карьеры Карнеги был вторым по богатству человеком в мире, уступая только Джону Д. Рокфеллеру из «Стандард Ойл».
- Университет Карнеги-Меллона в Питтсбурге был назван в честь Карнеги, который основал это учреждение как технические школы Карнеги.
- Колледж Лаудер (названный в честь его дяди, который помог ему получить образование) в районе Халбит города Данфермлин был переименован в колледж Карнеги в 2007 году.
- В его честь названа улица в Белграде (Сербия), рядом с Белградской университетской библиотекой, которая является одной из библиотек Карнеги.
- В честь него названа американская средняя школа Carnegie Vanguard High School[англ.] в Хьюстоне, штат Техас[30].

### Благотворительность
По словам биографа Бертона Дж. Хендрика:
Его благотворительность составила 350 000 000 долларов — ведь он отдавал не только свой годовой доход в размере более 12 500 000 долларов, но и большую часть основного капитала. Из этой суммы 62 000 000 долларов было выделено Британской Империи и 288 000 000 долларов — США, ибо Карнеги в основном ограничивал свои благодеяния англоязычными странами. Самыми крупными его подарками были 125 000 000 долларов Нью-Йоркской Корпорации Карнеги (этот же орган также стал его законным наследником), 60 000 000 долларов зданиям публичной библиотеки, 20 000 000 долларов колледжам (обычно более мелким), 6 000 000 долларов церковным органам, 29 000 000 долларов Фонду Карнеги для развития преподавания, 22 000 000 долларов Питтсбургскому институту Карнеги, 22 000 000 долларов Вашингтонскому институту Карнеги, 10 000 000 долларов Фонду героев, 10 000 000 долларов Фонду содействия международному миру, 10 000 000 долларов в Фонд шотландских университетов, 10 000 000 долларов в Фонд Великобритании, и 3 750 000 долларов в Фонд Данфермлина.
Хендрик утверждал, что:
Эти дары вполне соответствуют концепции Карнеги о наилучших способах повышения статуса простого человека. Они представляют все его личные вкусы — любовь к книгам, искусству, музыке и природе — и реформы, которые он считал наиболее важными для прогресса человечества: научные исследования, образование как литературное, так и техническое, и, прежде всего, уничтожение войны. Расходы, которые общественность больше всего ассоциирует с именем Карнеги, — это расходы на публичные библиотеки. Сам Карнеги часто говорил, что его любимым благодеянием был Фонд Героев — среди прочих причин, потому что «это пришло мне в голову», но, вероятно, глубоко в его собственном сознании библиотечные дары превалировали по значимости над всеми остальными. Он верил, что существует только одно подлинное средство от болезней, которые преследуют человечество, и это — просветление. «Да будет свет» — таков был девиз, который в первые дни он настоял на том, чтобы разместить во всех зданиях своей библиотеки. Что же касается величайшего из всех дарований — Корпорации Карнеги, то это был просто Эндрю Карнеги в постоянно организованной форме; она была создана для того, чтобы продолжать после смерти Карнеги работу, которой он уделял личное внимание в своей собственной жизни.